# Flaschenturm
Der Flaschenturm der ehemaligen Engelhardt-Brauerei im Berliner Ortsteil Friedrichshain ist mit den in der Nähe gelegenen Überresten der Glashütte und dem Palmkernölspeicher eines der letzten Industriedenkmäler der Halbinsel Stralau.

## Lage und Kurzgeschichte des Turmes
Das Gebäude befindet sich in der Krachtstraße 9/10 und wurde zwischen 1929 und 1930 nach Entwürfen des Berliner Architekten Bruno Buch als Flaschenabfüllgebäude erbaut. Der rote Klinkerbau besteht aus drei Baukörpern. Der Stahlbeton-Skelettbau gilt als besonderes Beispiel der Berliner Industriebauten aus den 1920er Jahren. Er ist das einzige erhaltene Bauwerk der in Stralau gegründeten Engelhardt-Brauerei.
Täglich wurden in dem Flaschenturm etwa 300.000 Bierflaschen abgefüllt. Von 1948 bis 1959 diente er zudem als Brennerei für Spirituosen wie Kornbrand und der Produktion von Kaffee-Edellikör.

## Die Brauerei in Stralau

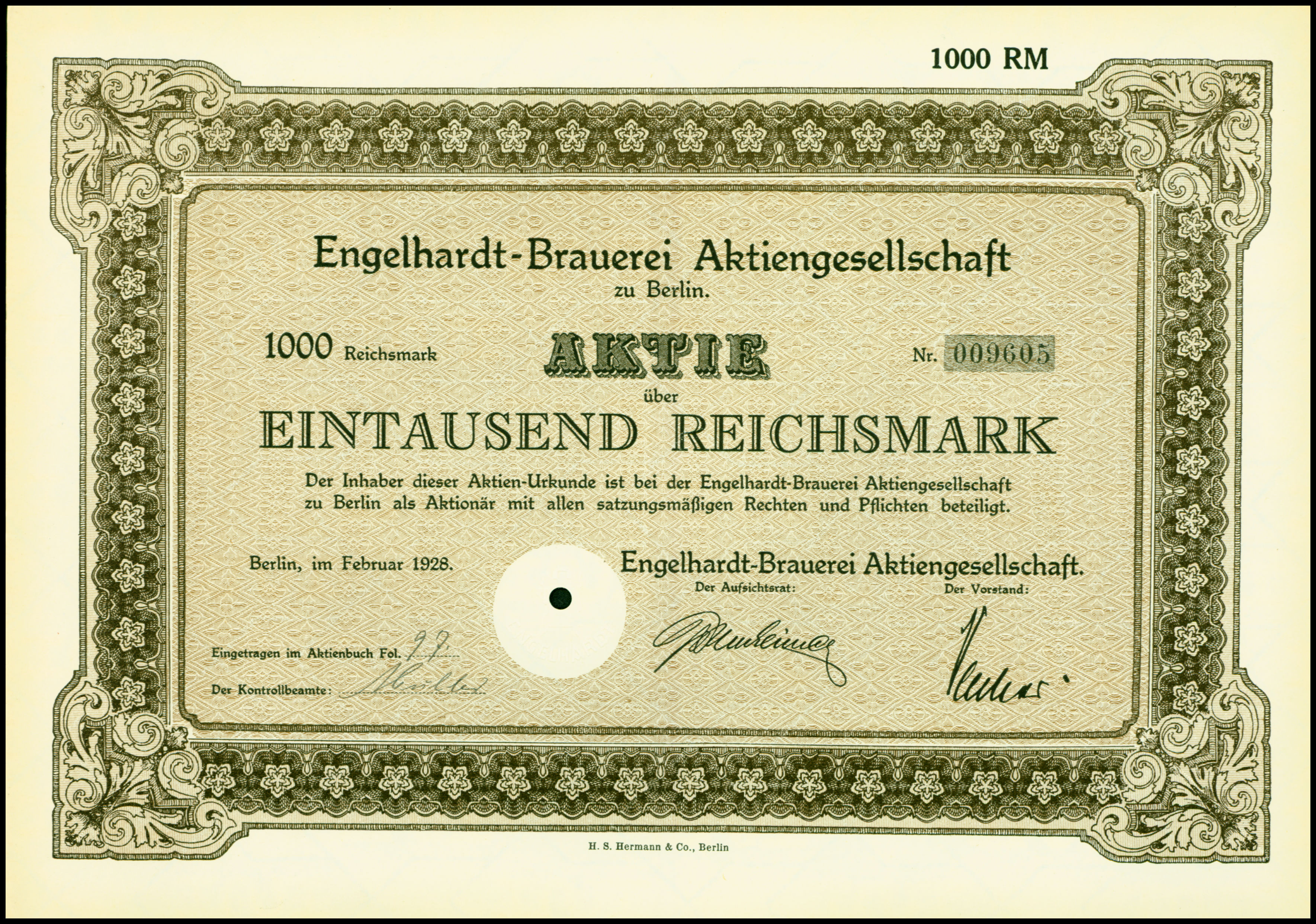
Aktie über 1000 Reichsmark der Engelhardt-Brauerei AG vom Februar 1928

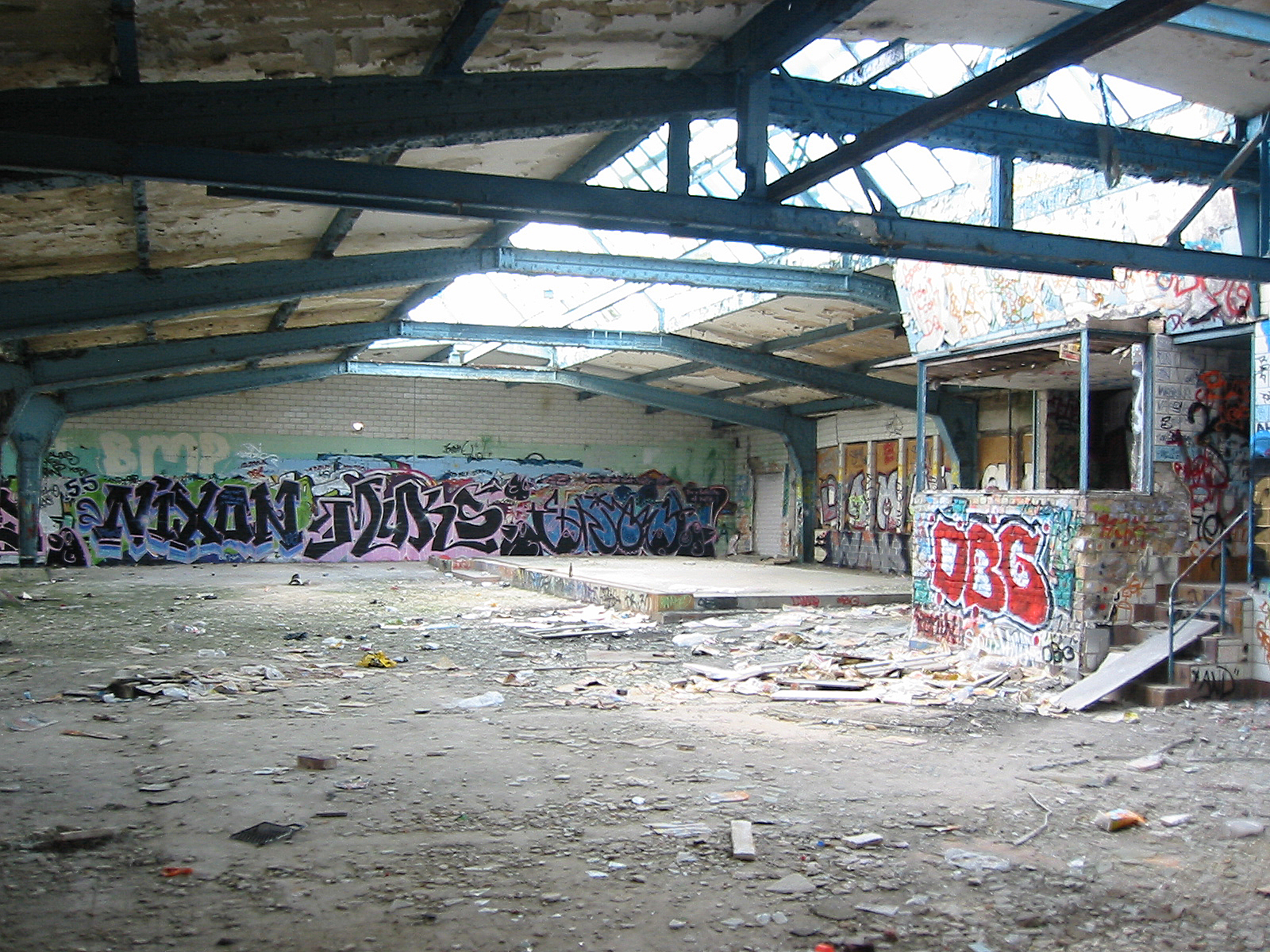
Innenansicht, 2006

Werbeschild der Victoria-Brauerei Stralau, die unter diesem Namen nur bis 1917 existierte

Im Jahr 1887 hatte auf dem Stralauer Industriegelände die Schaarschuh’sche Brauerei eröffnet. Diese wurde 1897 von der Viktoria-Brauerei übernommen. Der dortige Standort der Engelhardt-Brauerei entstand 1917 durch eine Fusion des Engelhardt-Konzerns mit der Viktoria-Brauerei.
Eine Mälzerei und ein Flaschenturm erweiterten nach einem Brand 1926 die Produktionsstätten. Die Brauerei entwickelte sich in den 1920er und 1930er Jahren zu einem der weltweit größten Malzbierproduzenten. 1925 unterhielt der Konzern unzählige Niederlassungen, u. a. in Frankfurt (Oder), Halle (Saale), Breslau oder Greifswald. Die Berliner Standorte lagen in Pankow, Charlottenburg und Stralau, die Zentrale am Alexanderplatz im sogenannten Engelhardthaus.
Der Gründer, Mehrheitsaktionär und Generaldirektor der Engelhardt-Brauerei, Ignatz Nacher, der einer jüdischen Familie entstammte, wurde 1933 durch den nationalsozialistischen Staatskommissar Julius Lippert und die Berliner Nationalsozialistische Partei zum Rücktritt von seinem Posten als Generaldirektor und zum Verkauf seiner Mehrheitsbeteiligung an die Dresdner Bank gezwungen. 1934 war die „Arisierung“ der Brauerei abgeschlossen. Italienische Militärinternierte wurden hier als Zwangsarbeiter im Arbeitskommando 1305 eingesetzt.
Während der deutschen Teilung hieß das Unternehmen VEB Engelhardt. Sie war von 1951 bis 1990 die Ausbildungsbrauerei in Ost-Berlin und neben dem Glaswerk größter Arbeitgeber in Stralau. Die Brauerei ist Geburtsstätte des alkoholfreien Autofahrerbieres Aubi, das von Braumeister Ulrich Wappler entwickelt und 1972 auf der Leipziger Messe vorgestellt wurde. Die Produktion wurde 1990 eingestellt und die Fabrik geschlossen.
Nach dem Mauerfall und der deutschen Wiedervereinigung ging das Unternehmen 1992 als Engelhardt-Brauerei Vertriebs-AG auf die Brau und Brunnen AG über.

## Nutzung des Geländes und von baulichen Resten 1990

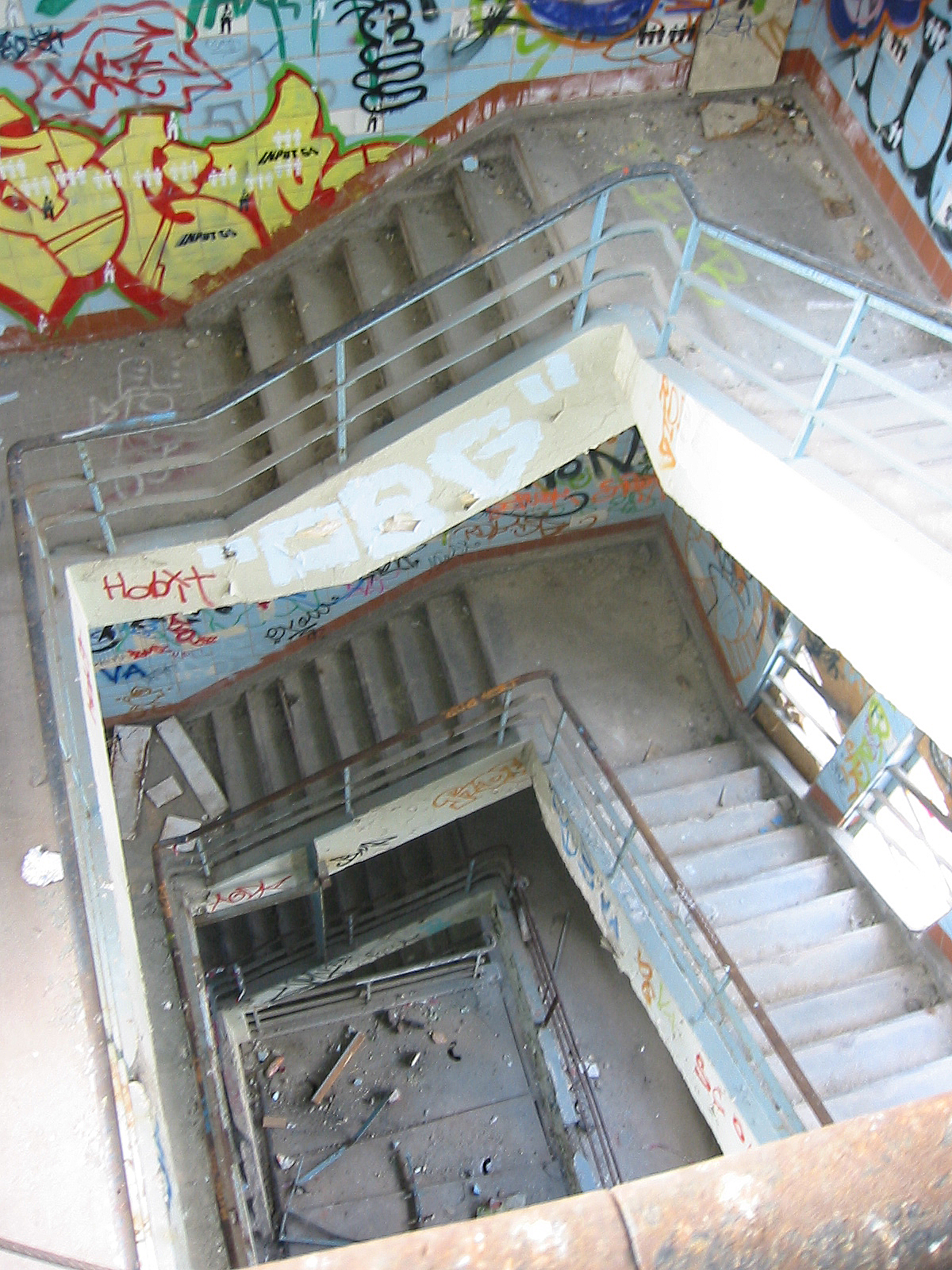
Treppenhaus, 2002

Im Jahr 1997 sollten verschiedene Ladengeschäfte im Erdgeschoss einziehen, es fand sich aber kein Nutzer.
Für die Expo 2000 entstand als Außenprojekt im leergeräumten Werkstattgebäude der Brauerei die Ausstellung Wasser in der Stadt – Perspektiven einer neuen Urbanität. Diese wurde am 31. Mai durch den damaligen Stadtentwicklungssenator Peter Strieder, den Vorstand der Berliner Wasserbetriebe, Ludwig Pawlowski, und den Geschäftsführer der Wasserstadt GmbH, Uli Hellweg, eröffnet. Sie zeigte die Geschichte der Halbinsel Stralau sowie deren private und gewerbliche Nutzung. Der unter Denkmalschutz stehende Flaschenturm blieb nach der Schließung der Engelhardt-Brauerei seit 1990 ungenutzt.
Nach einer Ausschreibung des Liegenschaftsfonds erwarb der Leipziger Projektentwickler LICON den Flaschenturm. Er ließ ihn unter Berücksichtigung der Denkmalvorschriften sanieren und 2009–2012 zu einer Wohnanlage mit 99 Wohneinheiten umbauen. Im Zuge der Sanierung wurden auch Schadstoffe (Teerkork/PAK) aus dem Objekt entsorgt. Weiterhin wurde der Flaschenturm um einen Neubau erweitert. Das großzügige Kellergeschoss dient heute, dank günstigem Stützenraster, als Tiefgarage für die Bewohner der Anlage. Der Umbau wurde vom Leipziger Architekten Peter Homuth geplant.
Eine Besonderheit des Objekts ist die Südfassade Richtung Fischzug. Hier befindet sich eine treppenförmige Putzfassade unterhalb der Klinkerfassade, die an die früher dort anschließende Bebauung erinnern soll, die den Bomben des Zweiten Weltkriegs zum Opfer fiel.